# Кейлашнекоф
Klashnekoff (произнасяно: Кей-Лаш-Не-Коф), известен като Ricochet Klashnekoff и K-Lash, e британски рапър от ямайкски произход, основоположникът на Terra Firma Crew.

## Биография
Роден е в Англия, Лондон, квартал Хорнси (Hornsey), после се премества в кв. Хакни (Hackney), където започва музикалната си кариера.
Най-продаваният му албум e The Sagas Of..., чийто хитови сингли Murda, Zero, All I Got и „Black Rose'“ постигат доста солидно въртене по радиата в Англия.
Другите албуми на Klashnekoff са микстейпове, като тази тенденция продължава с излезлия му заедно с групата Terra Firma микстейп, наречен Foundation.
Записва видео на водещия сингъл на именно този албум, наречен War, с участието на Nick Thomas-Webster. Последният албум на изпълнителя е Lionheart: Tussle with the Beast и е издаден на 26 февруари 2007 г.
Klashnekoff е сред най-популярните изпълнители в Myspace с над 400 000 преслушвания.

## Дискография

### Албуми
- The Sagas Of... (2004) – Kemet
- Focus Mode (2005) – Altered Ego
- Lionheart: Tussle with the Beast (2007) – Riddim Killa

### Появи
- Hype On Da Mic (2007) – Dj Limelight
- Plague Songs (2006) – 4AD
- Sometimes rmx (2006) – Kano
- Let It Go rmx (2005) – Rukus
- Falling Down (2003) – Jehst

## Релийзи
The Sagas Of...
Именно този релийз в средата на 2004 издига Klashnekoff в центъра на вниманието на британската хип-хоп сцена. Хитът 'Murda' бива въртян много по местния Channel U. Също така с този албум Klashnekoff представя някой от приятелите си в Terra Firma Crew, като Kyza и Skriblah, които след това също вадят самостоятелни албуми. Повечето критици считат The Sagas of... като абсолютна класика и може би най-добрият британски хип-хоп албум на всички времена.
- 1. Skit
- 2. Zero
- 3. Murda
- 4. Jankrowville
- 5. Parrowdice – Featuring Kyza, Skriblah
- 6. Before You Die – Featuring Kyza, Skriblah
- 7. All I Got
- 8. Black Rose
- 9. Skit
- 10. Our Time
- 11. Skit
- 12. Daggo Mentality
- 13. Skit
- 14. Son Of Niah

Focus Mode 
Този микстейп сдобива феновете с откъси от минали изпълнения на Klashnekoff както и доста нови парчета. Тук Klashnekoff рапира върху доста американски инструментали – тенденция, която запазва и в албума си с Terra Firma Crew – The Foundation, който издава в края на 2006.
- 1. Intro
- 2. Focus mode
- 3. Ya Wrong (Special)
- 4. McWaffle Presents..
- 5. Mr K-Lash
- 6. Jamrock Takeover
- 7. Get Down
- 8. Zero 2005
- 9. No Games
- 10. Black Rose Revisited
- 11. Son Of Niya – Featuring Sizzla (Dub Special)
- 12. Channel K...
- 13. Jankroville 2005
- 14. Smack Down Dub
- 15. Revolution
- 16. Raw Tings
- 17. No Escape
- 18. Back In The Game
- 19. Let It Go
- 20. You
- 21. F** The Long Talk
- 22. Jah Bles
- 23. Traces
- 24. Nightbreed/Outro

Tussle With the Beast
Третият соло албум на Klashnekoff е изцяло продуциран от живеещия в Нотингам и дългогодишен сътрудник на K-Lash, Joe Buddha. Въпреки че албумът е забавен на няколко пъти поради различни причини, той е най-после издаден на 26 февруари 2007. Също така е интересно да се спомене, че това е един от най, ако не и най-очакваният албум в британската хип-хоп сцена за всички времена. Също така именно това е първият британски албум, на който са дадени пет пълни звезди от известното списание за хип-хоп 'Hip Hop Connection'.
- 1. Intro
- 2. Revolution (Will Not Be Televised On Channel U)
- 3. My Rights Like My Life
- 4. My Life
- 5. Terrorise The City (с участието на Kool G Rap & Kyza)
- 6. Refuse To Die
- 7. Question
- 8. Sayonara (с участието на Skriblah & Kyza)
- 9. Music Is His...
- 10. Bit By Bit
- 11. Rest Of Our Lives
- 12. Lord Help Me
- 13. Can't You See
- 14. Two Guns Blazing (с участието на Mr. 45)
- 15. Bun Dem (с участието на Capleton)
- 16. Make Ps (с участието на Skriblah)
- 17. Outro

Микстейпове
Klashnekoff – Murder (UK mixtape)
2004 Mixtape with Terra Firma.
- 1. Murda
- 2. Terra Firma – Freestyle
- 3. Black Rose
- 4. Freestyle
- 5. Sionara
- 6. Before You Die
- 7. Zero
- 8. Real Rap
- 9. How Do You Feel
- 10. Son Of Niah
- 11. Parrowdice
- 12. Kyza – Lights Out
- 13. My Reality
- 14. Kyza – Devil In A Dress
- 15. Daggo Mentality
- 16. All I Got
- 17. London Underground Freestyle
- 18. Terra Firma – Featuring Farma G